# Bhuttewadi, Khanapur
Bhuttewadi là một làng thuộc tehsil Khanapur, huyện Belgaum, bang Karnataka, Ấn Độ.